# Neumarkt (bere)
Neumarkt este o marcă de bere blondă, cu o conținut de etanol de 5,2%, fabricată la Ungheni, Mureș, România de compania Heineken. Denumirea ei provine din numele german al orașului Târgu Mureș, lângă care se află fabrica.